# هادی مقدم‌دوست
هادی مقدم‌دوست (زاده ۱۶ شهریور ۱۳۵۰ - تهران) کارگردان و فیلم‌نامه‌نویس سینما اهل ایران است.

## فیلم‌شناسی

### فیلم
| سال  | نام فیلم                  | کارگردان | نویسنده | بازیگر | دستیار کارگردان | منبع  |
| ---- | ------------------------- | -------- | ------- | ------ | --------------- | ----- |
| ۱۴۰۱ | عطر آلود                  | آری      | نه      | نه     | نه              | [ ۳ ] |
| ۱۳۹۵ | شعله‌ور                    | نه       | آری     | نه     | نه              | [ ۳ ] |
| ۱۳۹۴ | هیهات                     | آری      | آری     | نه     | نه              | [ ۳ ] |
| ۱۳۹۲ | آرایش غلیظ                | نه       | آری     | نه     | نه              | [ ۳ ] |
| ۱۳۹۱ | سر به مهر                 | آری      | آری     | نه     | نه              | [ ۳ ] |
| ۱۳۸۹ | چسب زخم (اپیزود ملاقات)   | آری      | آری     | نه     | نه              | [ ۳ ] |
| ۱۳۸۶ | بی‌پولی                    | نه       | آری     | نه     | نه              | [ ۳ ] |
| ۱۳۸۶ | تولدی دیگر                | نه       | آری     | نه     | نه              | [ ۳ ] |
| ۱۳۸۵ | آفتاب بر همه یکسان می‌تابد | نه       | نه      | نه     | آری             | [ ۳ ] |
| ۱۳۸۲ | پروانه‌ای در باد           | نه       | نه      | آری    | آری             | [ ۳ ] |
| ۱۳۸۲ | بوتیک                     | نه       | نه      | نه     | آری             | [ ۳ ] |
| ۱۳۸۰ | ایستگاه متروک             | نه       | نه      | نه     | آری             | [ ۳ ] |
| ۱۳۷۵ | طوفان                     | نه       | نه      | نه     | آری             | [ ۳ ] |
| ۱۳۷۳ | سفر                       | نه       | نه      | نه     | آری             | [ ۳ ] |

### سریال تلویزیونی
| سال  | نام سریال  | کارگردان | نویسنده | منبع  |
| ---- | ---------- | -------- | ------- | ----- |
| ۱۳۹۹ | سرباز      | آری      | آری     | [ ۴ ] |
| ۱۳۹۰ | وضعیت سفید | نه       | آری     | [ ۵ ] |
| ۱۳۷۶ | گل من گلی  | نه       | آری     | [ ۶ ] |
| ۱۳۷۸ | کاشانه     | نه       | آری     | [ ۷ ] |

## جوایز و افتخارات
| سال  | جشنواره                                         | بخش                                   | فیلم    | نتیجه        | منبع   |
| ---- | ----------------------------------------------- | ------------------------------------- | ------- | ------------ | ------ |
| ۱۳۹۷ | دوازدهمین جشن انجمن منتقدان و نویسندگان سینمایی | بهترین فیلمنامه                       | شعله‌ور  | دیپلم افتخار | [ ۸ ]  |
| ۱۳۹۶ | سی و ششمین جشنواره فیلم فجر                     | بهترین فیلمنامه                       | شعله‌ور  | نامزدشده     | [ ۹ ]  |
| ۱۳۹۱ | سی و یکمین جشنواره فیلم فجر                     | بهترین کارگردانی بخش نگاه نو          | سربه‌مهر | برنده        | [ ۱۰ ] |
| ۱۳۸۷ | بیست و هفتمین جشنواره فیلم فجر                  | بهترین فیلمنامه بخش فیلم‌های اول و دوم | بی‌پولی  | دیپلم افتخار | [ ۱۱ ] |